# (300088) 2006 UB232
(300088) 2006 UB232 es un asteroide perteneciente al cinturón de asteroides, descubierto el 21 de octubre de 2006 por el equipo del Mount Lemmon Survey desde el Observatorio del Monte Lemmon, Arizona, Estados Unidos.

## Designación y nombre
Designado provisionalmente como 2006 UB232.

## Características orbitales
2006 UB232 está situado a una distancia media del Sol de 3,060 ua, pudiendo alejarse hasta 3,305 ua y acercarse hasta 2,815 ua. Su excentricidad es 0,080 y la inclinación orbital 2,542 grados. Emplea 1955,52 días en completar una órbita alrededor del Sol.

## Características físicas
La magnitud absoluta de 2006 UB232 es 16.